# Krayzie Bone
Krayzie Bone nació como Anthony Henderson el 17 de junio de 1973 en Ohio, Cleveland. Es miembro del grupo de Hip-Hop/Rap Bone Thugs-N-Harmony.
Es considerado uno de los raperos más rápidos y versátiles.[cita requerida]

## Discografía
- Thug Mentality 1999 (1999) (2x Platino) Billboard Hot 200 #4
- Thug On Da Line (2001) (Oro) Billboard Hot 200 #27
- The Legends Underground (Part 1) (2003)
- Gemini: Good Vs. Evil (2005) Billboard Hot 200 #69
- Thugline Boss (2007)
- The Legends Underground (Part 2) (2007)
- The Fixtape Vol. 1: Smoke On This (2007)
- The Fixtape Vol. 2: Just one mo hit (2009)
- The Fixtape Vol. 3: Lyrical Paraphernalia (2010)
- The Fixtape Vol. 4: Under the influence (2011)

### Álbumes con Bone Thugs-N-Harmony
- Face of death (1993)
- Creepin On Ah Come Up (1994) , 4x Platino Billboard Hot 200 #12
- E. 1999 Eternal, Billboard Hot 200: #1, 6x Platino, (1995).
- The Art of War, Billboard Hot 200: #1, 4x Platinum, (1997).
- The Collection Volume One, Billboard Hot 200: #32, Platino, (1998).
- BTNHResurrection, Billboard Hot 200: #2, 2x Platino, (2000).
- The Collection: Volume Two, Billboard Hot 200: #41, Oro (2000).
- Thug World Order, Billboard Hot 200: #12, Gold (2002).
- Greatest Hits, Billboard Hot 200: #95, Platino (2004).
- Bone 4 Life, (2005).
- Greatest Hits (Chopped & Screwed), (2005).
- Thug Stories, Billboard Hot 200: #25, R&B/Hip-Hop: #7, Billboard's top independent albums: #1 vendido sobre 100,000 copias (2006).
- Strength And Loyalty, (marzo de 2007).
- Uni-5 :World's Enemy (abril de 2010)

### Sencillos

#### Singles en solitario
| Año  | Título                            | Posiciones en la lista | Posiciones en la lista | Posiciones en la lista | Posiciones en la lista | Álbum                 |
| Año  | Título                            | Billboard Hot 100      | U.S. R&B/Hip-Hop       | U.S. Rap               | UK Singles Chart       | Álbum                 |
| ---- | --------------------------------- | ---------------------- | ---------------------- | ---------------------- | ---------------------- | --------------------- |
| 1999 | "Thug Mentality"                  | -                      | - #47                  | -                      | -                      | Thug Mentality 1999   |
| 1999 | "Paper"                           | -                      | -                      | -                      | -                      | Thug Mentality 1999   |
| 2001 | "Hard Time Hustlin'" (feat. Sade) | -                      | -                      | -                      | -                      | Thug On Da Line       |
| 2005 | "Get'chu Twisted"                 | -                      | -                      | -                      | -                      | Gemini: Good Vs. Evil |

#### Colaboración en Singles
| Año  | Título                                                                                       | Posiciones en la lista | Posiciones en la lista | Posiciones en la lista | Posiciones en la lista | Álbum                                   |
| Año  | Título                                                                                       | Billboard Hot 100      | U.S. R&B/Hip-Hop       | U.S. Rap               | UK Singles Chart       | Álbum                                   |
| ---- | -------------------------------------------------------------------------------------------- | ---------------------- | ---------------------- | ---------------------- | ---------------------- | --------------------------------------- |
| 1999 | "Until We Rich" Ice Cube feat. Krayzie Bone                                                  | -                      | - #50                  | -                      | -                      | War & Peace - Volume 2 (The Peace Disc) |
| 2003 | "I'm Not Sleeping" Tiffany feat. Krayzie Bone                                                | -                      | -                      | -                      | -                      | The Color of Silence                    |
| 2004 | ¨I Don´t Give A Fuck ¨ Lil´ Jon feat. Mystikal & Krayzie Bone                                | -                      | - #50                  | -                      | -                      | Kings of Crunk                          |
| 2006 | "Ridin'" Chamillionaire feat. Krayzie Bone                                                   | - #4                   | - #25                  | - #5                   | -                      | The Sound of Revenge                    |
| 2006 | "Spit Your Game" (The Notorious B.I.G. feat. Twista, Bone Thugs-N-Harmony & Eightball & MJG) | - #65                  | - #22                  | - #35                  | -                      | Duets: The Final Chapter                |

#### Singles con Bone Thugs-N-Harmony
| Año  | Título                                                  | Posiciones en la lista | Posiciones en la lista | Posiciones en la lista | Posiciones en la lista | Álbum                      |
| Año  | Título                                                  | Billboard Hot 100      | U.S. R&B/Hip-Hop       | U.S. Rap               | UK Singles Chart       | Álbum                      |
| ---- | ------------------------------------------------------- | ---------------------- | ---------------------- | ---------------------- | ---------------------- | -------------------------- |
| 1994 | "Thuggish Ruggish Bone" (feat. Shatasha Williams) (Oro) | #22                    | #17                    | #2                     | -                      | Creepin On Ah Come Up      |
| 1995 | "Foe Tha Love Of $" (feat. Eazy-E (Oro)                 | #41                    | #33                    | #4                     | -                      | Creepin On Ah Come Up      |
| 1995 | "1st Of Tha Month" (Oro)                                | #14                    | #12                    | #4                     | -                      | E. 1999 Eternal            |
| 1995 | "East 1999"                                             | #62                    | #38                    | #8                     | -                      | E. 1999 Eternal            |
| 1996 | "Tha Crossroads" (2x Platino)                           | #1] (9 sem.)           | #1                     | #1                     | #1                     | E. 1999 Eternal            |
| 1997 | "Breakdown(Mariah Carey feat. Bone Thugs-N-Harmony)     | -                      | -                      | -                      | -                      | Butterfly                  |
| 1997 | "Look Into My Eyes" (Platino)                           | #4                     | #4                     | #2                     | -                      | The Art of War             |
| 1997 | "If I Could Teach The World" (Oro)                      | #27                    | #20                    | #3                     | -                      | The Art of War             |
| 1997 | "Days Of Our Livez" (Oro)                               | -                      | -                      | -                      | -                      | The Collection Volume One  |
| 1999 | "Ghetto Cowboy" (feat. Mo Thugs)                        | #15                    | #14                    | #1                     | -                      | The Collection: Volume Two |